# Pseudothecadactylus australis
Espèce
Synonymes
- Thecadactylus australis Günther, 1877

Pseudothecadactylus australis est une espèce de gecko de la famille des Diplodactylidae.

## Répartition
Cette espèce est endémique de la péninsule du cap York au Queensland. 

## Publication originale
- Günther, 1877 : Descriptions of three new species of lizards from Islands of Torres Straits. Annals and Magazine of Natural History, ser. 4, vol. 19, p. 413-415 (texte intégral).